# Aspalathus cytisoides
Aspalathus cytisoides är en ärtväxtart som beskrevs av Jean-Baptiste de Lamarck. Aspalathus cytisoides ingår i släktet Aspalathus och familjen ärtväxter. Inga underarter finns listade i Catalogue of Life.